# Son Dam Bi
Son Dam Bi (* 25. September 1983) ist eine südkoreanische Sängerin, Schauspielerin und Model.

## Biografie
Bevor Son Dam Bi als Sängerin in Erscheinung trat, spielte sie in Musikvideos von Paran und MYV mit. Aufmerksamkeit kam ihr zu als sie in einer Werbung für einen MP3-Player zusammen mit Poppin’ Hyun Joon auftrat. MSN Japan machte eine Dokumentation, wie Son Dambi probte und trainierte und auf ihr Debüt hinarbeitete. Die Sendung erreichte innerhalb der ersten fünf Tage über 480.000 Zuschauer. Zudem war sie zuvor Sängerin in der Gruppe S.Blush zusammen mit After Schools Kahi. Ihre erste Download-Single It’s My Life erreichte den 2. Platz der Billboard Hot Dance Club Play Charts.

### Debüt
Am 14. Juni 2007 veröffentlichte Son Dam Bi ihre erste Single Cry Eye. Ihren ersten Live-Auftritt hatte sie in Channel Vs A Li(V)e. Im Laufe des Jahres modelte sie für diverse Marken wie z. B. Buckaroo.

### Das erste Mini-Album
Am 29. April 2008 erschien ihre erste EP Son Dambi Mini Album Vol.1 in Südkorea. Das Lied Bad Boy wurde von Brave Brothers produziert.
Im September 2008 kehrte sie mit der Single 미쳤어 („Crazy“) zurück. In dem Musikvideo und den Live-Auftritten bot Son Dam Bi den sogenannten „Stuhltanz“ auf, der in Südkorea sehr populär wurde und sich zum „Sofatanz“ weiterentwickelte. So wurde der Tanz von vielen südkoreanischen Persönlichkeiten nachgeahmt und parodiert.

### Nebenprojekte und Chartplatzierungen
Ende 2008 nahm Son Dam Bi an der Reality-Show We Got Married (우리 결혼했어요) des Senders MBC teil, als Paar mit dem Schauspieler Marco. Bis zum 2. Februar 2009 wurde die Serie, mit ihr und Marco als Paar, ausgestrahlt.
Son veröffentlichte ihr erstes Studio-Album 2009 mit der Single „토요일 밤에“ (Toyoil Bamae, „On Saturday Night“). Der Song wurde ein Nummer-1-Hit und dominierte verschiedene Chart-Shows. Während ihrer Auftritte trug sie typische 80er-Jahre-Kleidung, wodurch sie als „Retro-Modefan“ Bekanntheit erlangte.
Des Weiteren gab sie 2009 ihr Schauspieldebüt in der SBS-Seifenoper Dream als Hauptrolle an der Seite von Ju Jin-mo und Kim Bum.

## Diskografie
- 2007: Cry Eye (erste Single; Sony & BMG, SBME Korea)
- 2008: Son Dam Bi Mini Album Vol.1 (EP; Pledis Entertainment)
- 2008: Son Dam Bi The Second Mini Album (EP; Pledis Entertainment)
- 2009: Vol. 1 Type B — Back To The 80’s (Album; Pledis Entertainment)
- 2010: The Queen (EP; Pledis Entertainment)

## Auszeichnungen
| Jahr | Auszeichnung                                                                      |
| ---- | --------------------------------------------------------------------------------- |
| 2009 | - 18th Seoul Music Awards: Bonsang Award - 24th Golden Disk Awards: Bonsang Award |
| 2010 | - 19th Seoul Music Awards: Bonsang Award                                          |